# Canal Noticias Continuo
Canal Noticias Continuo (CNC) fue un canal de televisión informativo perteneciente al diario El Día de Cuenca. El canal emitió en TDT en las cinco provincias de Castilla-La Mancha.

## Historia
CNC nació en sustitución del canal local TeleCuenca, para dar cobertura informativa local a la ciudad de Cuenca y poco a poco se fue convirtiendo en un canal de información de toda la comunidad autónoma.
En 2009 recibió licencias de emisión local de TDT, en las cinco provincias de Castilla-La Mancha, lo que le permitió seguir emitiendo después del apagón analógico que se produjo en 2010.
A finales de 2012 echó a todos sus trabajadores por la mala gestión de sus dirigentes, por no poder ni siquiera autofinanciarse.
El 6 de marzo de 2013 el canal CNC cesó sus emisiones dejando paso a una carta de ajuste.
Las diferentes canales de CNC que se veían en la provincia de Ciudad Real en TDT fueron sustituidas en marzo de 2013 por Ciudad Real TV, en el resto de Castilla-La Mancha fueron sustituidas por diferentes canales de TV locales o simplemente en su lugar no emite nada.

## Programación
El canal emitía 24 horas al día de noticias centradas principalmente en la actualidad regional. Emitía informativos regionales y locales, con redacciones en las principales ciudades de Castilla-La Mancha.
Llegó incluso a emitir en directo desde el Congreso de los Diputados el debate sobre el estado de la nación durante varios años.

## Enlaces
- El Día

- Datos: Q5746692